# Hinckley and Bosworth
Pour les articles homonymes, voir Hinckley.
Hinckley and Bosworth est un district non-métropolitain du Leicestershire, en Angleterre.
Il comprend les villes de Hinckley, Earl Shilton et Market Bosworth, et les villages de Barwell, Burbage, Dadlington, Groby, Shackerstone et Twycross.
Le district est créé en 1974, par le Local Government Act de 1972. Il est issu de la fusion du district urbain de Hinckley et du district rural de Market Bosworth, à l'exception de Ibstock. Il a reçu le statut de borough en 1974.

## Villages du district
- Desford

## Source
- (en) Cet article est partiellement ou en totalité issu de l’article de Wikipédia en anglais intitulé « Hinckley and Bosworth » (voir la liste des auteurs).